# Lacio (Antigüedad)

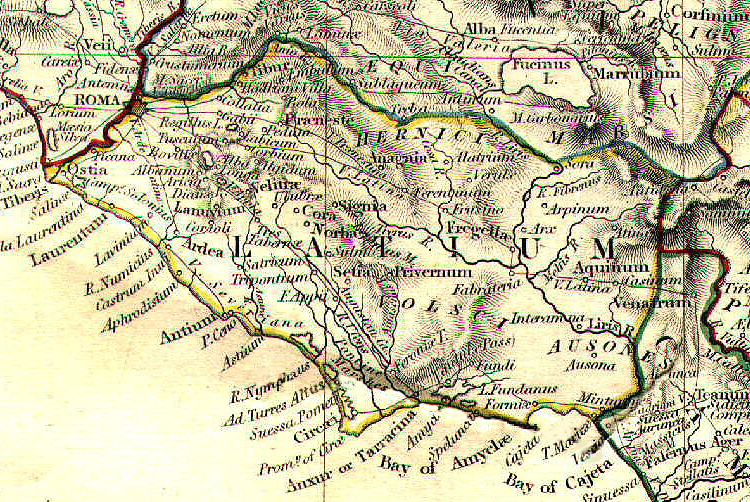
Mapa del Lacio

El Lacio fue una región histórico-geográfica constituida por la parte meridional del actual Lacio —en la Italia central— situada al sur del río Tíber —que la separaba de los territorios etruscos (la Etruria meridional, actual Lacio septentrional)— y al norte del río Garigliano —que la separaba de Campania— limitada por la costa tirrenica y extendiéndose por las estribaciones de los Apeninos centrales hacia el interior.
A partir del 2000 a. C. aproximadamente, la región estuvo ocupada por una conjunto de pueblos de estirpe indoeuropea conocidos con el nombre de itálicos: latinos, volscos, ecuos, ausonios y hérnicos —llamados conjuntamente grupo latino-falisco— los cuales conformaban la primera y más antigua rama de pueblos itálicos que se adentró en Italia, mientras, otra rama de itálicos posterior —llegada en Italia alrededor del 1500 a. C.— estaba constituida por los del grupo osco-umbros (oscos, samnitas, lucanos, etc.). 

## “Latium vetus” y “adiectum”, y“Regio I Latium et Campania”
Los latinos se asentaron en la zona que primeramente ellos y luego los romanos llamaron Latium Vetus, o sea El viejo Lacio, el verdadero Lacio el cual le da nombre. Esta comprendía la parte noroccidental del antiguo Lacio y limitaba al norte con Etruria, de la cual estaba separada por el río Tíber, en tanto estaba delimitada al nororiente por los Apeninos, el mar al sur-occidente pero al sur-oriente sus límites estaban menos definidos, lindando en tales sitios los latinos con poblaciones a menudo hostiles como los volscos. El Latium Vetus, aun siendo de poca extensión en la época protohistórica, de todos modos estaba ocupado por una multitud de establecimientos protourbanos de diferentes escalas, que tras desarrollarse en seguida iniciaron un proceso de anexión entre varias villas derivando así en lo que podría denominarse ciudades.
En la región más grande, hacia el suroriente, que llegaba de los límites del Latium Vetus hasta Campania, igualmente limitada al interior por los Apeninos, se establecieron en cambio los volscos, los ecuos, los hérnicos y los ausonos en cercanías a la frontera con Campania. Esta zona heterogénea fue llamada por los romanos Latium adiectum, esto es El Lacio adjunto o añadido, por ser un territorio que había sido anexado en su proceso de expansión al sur. Aunque en esta zona se desarrollaron desde épocas muy antiguas centros de poblamiento, sobre todo en el área de frontera entre los volscos y latinos siendo a menudo escenario de enfrentamientos entre ambos pueblos (especialmente durante la gran crisis del siglo V a. C. en el primer decenio de la República romana) pasando de las manos de unos a los otros.
Ambas regiones histórico-geográficas pasaron después a formar parte, junto con Campania, de la Regio prima (más tarde denominada Latium et Campania) en la subdivisión territorial y administrativa de la Italia romana establecida con la reforma de Augusto; por eso en la época imperial, con el nombre Lacio, se solía hacer referencia a una única entidad formalmente indiferenciada de Campania, tierra situada al sur del río Garellano.

## La conquista romana

La expansión romana hasta el 500 a. C. y los pueblos vecinos.

Mapa de la Regio I Latium et Campania, que fue parte de la Italia romana.

Las antiguas poblaciones del Lacio fueron progresivamente conquistadas por los romanos desde el periodo monárquico. En esta primera fase, el avance de Roma fue acompañado de la destrucción sistemática de los centros urbanos sometidos, situando a poca distancia de la ciudad vencedora. A la desaparición más o menos completa seguía con frecuencia la deportación a Roma de la población sometida, que venía entonces a engrosar la comunidad romana hasta fundirse con esta.
Solamente en una época más tardía, a partir del siglo V a. C. la mayor ampliación de las conquistas romanas del resto del Lacio y después de Italia no continuó con la destrucción de las ciudades vencidas sino solo con la anexión política de distintas formas. Estas ciudades conquistadas posteriormente se transformaron en municipios, ya optimo jure cual latini nominis, perdiendo estas ciudades importancia en la historia posterior manteniéndose en algunos casos así hasta el día de hoy. Es el caso por ejemplo de Tibur (Tívoli), Nomentum (Mentana), Praeneste (Palestrina), Lanuvium (Lanuvio), Velitrae (Velletri), Gabii, Ardea, Aricia (Aricia), Tusculum (cerca a Frascati) y también de Lavinium, pero que solo siguió siendo frecuentada en la época imperial por sus lugares sagrados. 
El recuerdo de las poblaciones destruidas en la primera fase de la conquista está consignada en numerosas fuentes clásicas, principalmente en la obra de Estrabón, la obra enciclopédica de Plinio el Viejo (Historia natural) y en la obra de Dionisio de Halicarnaso sobre la Roma arcaica (Antigüedades romanas) En particular la obra de Plinio con su estilo conciso y enciclopédico provee un catálogo sistemático de 53 poblaciones de las cuales para su época (siglo I a. C.) no quedaba rastro; el catálogo no estaba un organizado, estando dividido en dos partes: inicialmente son citadas sin un orden preciso las poblaciones del Lacio generalmente con su nombre, en tanto que la lista de poblaciones del área albana se encuentran en orden alfabético, citadas por el gentilicio de sus habitantes, definidos en conjunto como populi albenses.
Bajo Rómulo fueron sometidas las ciudades de Antemnae y Crustumerium, en territorio sabino.
Bajo el rey Anco Marcio la expansión se dirigió hacia la costa, con la destrucción de los poblados de Ficana, Politorium y Tellenae, cuyos habitantes fueron trasladados a Roma, estableciéndose en el monte Aventino.
Tarquinio Prisco después amplio el territorio del estado romano, conquistando Corniculum, al nororiente de la ciudad, y Apiolae, probablemente en llanura pontina, con cuyo botín habría iniciado la construcción del templo de Júpiter Optimus Maximus sobre el Capitolio, en tanto que sus habitantes también fueron reubicadas sobre el Aventino.
Tarquinio el soberbio continuó con la conquista de los campos pónticos, tomando la ciudad de Suesa Pomecia.

## La confederación latina
Las ciudades latinas estaban agrupadas en una confederación que tenía por centro la ciudad de Alba Longa con el santuario de Juppiter Latiaris sobre la cima del Mons Albanus, fundado según la tradición por el mismo Ascanio, hijo de Eneas. En el santuario se celebraba anualmente la Feria Latinæ (Feria Latina), en la cual todas las ciudades pertenecientes a la confederación de pueblos latinos se reunían para sacrificar a los dioses un toro blanco, cuya carne era después distribuida entre todos los participantes. Se trataba pues de un culto federal y el que se llevara a cabo en Alba Longa pone de manifiesto la hegemonía que esta debía ejercer sobre los otros poblados de la región entre los que se encontraba en sus orígenes la misma Roma.